# West Indies Cricket Team in Indien in der Saison 1983/84
Die Tour des West Indies Cricket Teams nach Indien in der Saison 1983/84 fand vom 13. Oktober bis zum 29. Dezember 1983 statt. Die internationale Cricket-Tour war Bestandteil der Internationalen Cricket-Saison 1983/84 und umfasste sechs Tests und fünf ODIs. Die West Indies gewannen die Test-Serie 3–0 und die ODI-Serie 5–0.

## Vorgeschichte
Indien spielte zuvor eine Tour gegen Pakistan, für die West Indies war es die erste Tour der Saison.
Das letzte Aufeinandertreffen der beiden Mannschaften bei einer Tour fand in der Saison 1982/83 in den West Indies statt.

## Stadien
Die folgenden Stadien wurden für die Tour als Austragungsort vorgesehen.
| Stadion                  | Stadt      | Kapazität | Spiele  |
| ------------------------ | ---------- | --------- | ------- |
| Gujarat Stadium          | Ahmedabad  | 54.000    | 3. Test |
| Jawaharlal Nehru Stadium | Delhi      | 60.000    | 2. Test |
| Nehru Stadium            | Guwahati   | 15.000    | 5. ODI  |
| Nehru Stadium            | Indore     | 25.000    | 3. ODI  |
| Keenan Stadium           | Jamshedpur | 19.000    | 4. ODI  |
| Green Park Stadium       | Kanpur     | 33.000    | 1. Test |
| Eden Gardens             | Kalkutta   | 82.000    | 5. Test |
| Wankhede Stadium         | Bombay     | 33.000    | 4. Test |
| Sher-i-Kashmir Stadium   | Srinagar   |           | 1. ODI  |
| Moti Bagh Stadium        | Vadodara   | 18.000    | 2. ODI  |

## Kaderlisten
Die folgenden Kader wurden vor der Tour bekanntgegeben.
| Test | Test | ODI | ODI |
| Indien | West Indies | Indien | West Indies |
| --- | --- | --- | --- |
| - Mohinder Amarnath - Kirti Azad - Raghuram Bhat - Roger Binny - Kapil Dev - Anshuman Gaekwad - Sunil Gavaskar - Syed Kirmani - Madan Lal - Ashok Malhotra - Sandeep Patil - Balwinder Sandhu - Yashpal Sharma - Ravi Shastri - Navjot Sidhu - Maninder Singh - Dilip Vengsarkar - Shivlal Yadav | - Eldine Baptiste - Wayne Daniel - Winston Davis - Jeff Dujon - Larry Gomes - Gordon Greenidge - Roger Harper - Desmond Haynes - Michael Holding - Clive Lloyd - Gus Logie - Malcolm Marshall - Viv Richards - Richie Richardson - Andy Roberts | - Mohinder Amarnath - Kirti Azad - Roger Binny - Kapil Dev - Anshuman Gaekwad - Sunil Gavaskar - Syed Kirmani - Raju Kulkarni - Madan Lal - Arun Lal - Ashok Malhotra - Ghulam Parkar - Sandeep Patil - Balwinder Sandhu - Yashpal Sharma - Chetan Sharma - Ravi Shastri - Randhir Singh - Kris Srikkanth - Dilip Vengsarkar | - Eldine Baptiste - Wayne Daniel - Jeff Dujon - Larry Gomes - Gordon Greenidge - Roger Harper - Desmond Haynes - Michael Holding - Clive Lloyd - Malcolm Marshall - Milton Pydanna - Viv Richards - Richie Richardson - Andy Roberts |

## Tour Matches
| 4. – 6. Oktober Scorecard | Jaipur | West Indians 373 (108.2) & 104-1 (24) | – | Central Zone 205 (88.2) |
|                           |        | Remis                                 |   |                         |

| 8. – 10. Oktober Scorecard | Hyderabad | West Indians 367-4d (106) & 170-6 (37) | – | South Zone 175 (67.3) |
|                            |           | Remis                                  |   |                       |

| 15. – 17. Oktober Scorecard | Amritsar | North Zone 291-5d (108) & 175-5d (44) | – | West Indians 217-7 (71) & 122-5 (29) |
|                             |          | Remis                                 |   |                                      |

| 5. – 7. November Scorecard | Nagpur | West Indians 257 (75.4) & 254-9d (72.3) | – | Indian Board President’s XI 214 (76.5) & 52-4 (31.3) |
|                            |        | Remis                                   |   |                                                      |

| 19. – 21. Juni Scorecard | Kolhapur | West Indians 417-9d (115) & 205-7 (51) | – | West Zone 235 (89.3) |
|                          |          | Remis                                  |   |                      |

| 3. – 5. Dezember Scorecard | Cuttack | West Indians 420 (96.1)                            | – | East Zone 98 (55) & 198 (68) (f/o) |
|                            |         | West Indies gewinnt mit einem Innings und 124 Runs |   |                                    |

## One-Day Internationals

### Erstes ODI in Srinagar
| 13. Oktober Scorecard | Srinagar | Indien 176 (41.2/45)                             | – | West Indies 108-0 |
|                       |          | West Indies gewinnt mit 28 Runs (Revised Target) |   |                   |

### Zweites ODI in Vadodara
| 9. November Scorecard | Vadodara | Indien 214-6 (49/49)              | – | West Indies 217-6 (47.5/49) |
|                       |          | West Indies gewinnt mit 4 Wickets |   |                             |

### Drittes ODI in Indore
| 1. Dezember Scorecard | Indore | Indien 240-7 (47/47)              | – | West Indies 241-2 (45.2/47) |
|                       |        | West Indies gewinnt mit 8 Wickets |   |                             |

### Viertes ODI in Jamshedpur
| 7. Dezember Scorecard | Jamshedpur | West Indies 333-8 (45/45)        | – | Indien 229-5 (45/45) |
|                       |            | West Indies gewinnt mit 104 Runs |   |                      |

### Fünftes ODI in Gauhati
| 17. Dezember Scorecard | Gauhati | Indien 178-7 (44/44)              | – | West Indies 182-4 (41.4/44) |
|                        |         | West Indies gewinnt mit 6 Wickets |   |                             |

## Tests

### Erster Test in Kanpur
| 21. – 25. Oktober Scorecard | Kanpur | West Indies 454 (138.2)                           | – | Indien 207 (59.4) & 164 (58.3) (f/o) |
|                             |        | West Indies gewinnt mit einem Innings und 83 Runs |   |                                      |

### Zweiter Test in Delhi
| 29. Oktober – 3. November Scorecard | Delhi | Indien 464 (122.1) & 233 (77.1) | – | West Indies 384 (127.5) & 120-2 (50) |
|                                     |       | Remis                           |   |                                      |

### Dritter Test in Motera
| 12. – 16. November Scorecard | Ahmedabad | West Indies 281 (104.3) & 201 (60.3) | – | Indien 241 (80.5) & 103 (47.1) |
|                              |           | West Indies gewinnt mit 138 Runs     |   |                                |

### Vierter Test in Bombay
| 24. – 29. November Scorecard | Bombay | Sri Lanka 463 (142.5) & 173-5d (46) | – | Pakistan 393 (146.1) & 104-4 (51) |
|                              |        | Remis                               |   |                                   |

### Fünfter Test in Kalkutta
| 10. – 14. Dezember Scorecard | Kalkutta | Indien 241 (87.4) & 90 (30)                       | – | West Indies 377 (128) |
|                              |          | West Indies gewinnt mit einem Innings und 46 Runs |   |                       |

### Sechster Test in Madras
| 24. – 29. Dezember Scorecard | Madras | West Indies 313 (112.3) & 64-1 (23) | – | Indien 451 (160) |
|                              |        | Remis                               |   |                  |